# Randschnecken
Die Randschnecken (Marginellidae) sind eine Familie meist kleiner, ausschließlich mariner Schnecken, die in tropischen und temperierten Meeren vorkommen. Die Schnecken ernähren sich als Räuber oder Ektoparasiten von tierischer Nahrung. Über 400 Arten sind beschrieben.

## Merkmale
Die breit eiförmigen bis nahezu rundlichen Gehäuse der Randschnecken haben ein kurzes bis flaches Gewinde, einen großen Körperumgang und eine schmale bis aufgeblähte Gehäusemündung. Die glatte Oberfläche ist kaum oder überhaupt nicht skulpturiert, doch kann die äußere Lippe außen einen verdickten Rand aufweisen, woher der Name der Schnecke rührt, und die Innenseite kann Zähnchen aufweisen. Die Columella ist gefaltet. Ein Operculum fehlt.
Der Mantel der kriechenden Schnecke umhüllt den Rand des Gehäuses.
Die Eier der getrenntgeschlechtlichen Schnecken werden in Eikapseln abgelegt. Zumindest bei einem Teil der Arten läuft die Entwicklung der Veliger-Larve in der Kapsel ab, so dass fertige Schnecken schlüpfen, so auch bei der häufigen, ins Mittelmeer eingeschleppten westafrikanischen Art Marginella glabella.
Die Schnecken sind meist klein, doch gibt es neben winzigen Formen auch einige größere Arten.

## Lebensweise, Vorkommen und Verbreitung
Die Marginellidae sind in tropischen und gemäßigten Meeren verbreitet, wobei der Schwerpunkt in tropischen Gewässern Westafrikas des Westpazifiks und der Karibik liegt. Die Schnecken leben auf Sand, an Algen oder unter Steinen von der unteren Gezeitenzone bis in Tiefen von 1000 Metern.
Die Schnecken leben als Räuber, soweit bekannt, von verschiedenen Beutetieren. So ernähren sich Schnecken der Gattung Cystiscus von Moostierchen, andere Randschnecken dagegen von Seescheiden, weitere wie etwa Marginella glabella von Schnecken, während sich wiederum andere Arten, darunter Hydroginella caledonica und Vertreter der Gattung Tateshia, als Ektoparasiten an Fischen (Familien Scaridae, Serranidae und Pomacentridae) von Blut ernähren.

## Systematik
Nach Bouchet und Rocroi (2005) ist die Familie Marginellidae eine von zwölf rezenten Familien in der Überfamilie Muricoidea. Sie unterteilen die Familie Turbinellidae in drei Unterfamilien:
- Granulininae G.A. Coovert & H.K. Coovert, 1995
- Marginellinae Fleming, 1828
- Marginelloninae Coan, 1965